# The Magnificent Tree
The Magnificent Tree – trzeci album studyjny belgijskiego zespołu Hooverphonic wydany 26 września 2000. Jako single wydano "Mad About You", "Out of Sight", "Vinegar & Salt" i "Jackie Cane".

## Lista utworów
1. "Autoharp" (Alex Callier) – 4:21
2. "Mad About You" (Callier) – 3:43
3. "Waves" (Callier) – 4:01
4. "Jackie Cane" (Dennis, Callier) – 4:20
5. "The Magnificent Tree" (Geike Arnaert, Callier, Raymond Geerts) – 3:55
6. "Vinegar & Salt" (Callier) – 3:20
7. "Frosted Flake Wood" (Callier) – 3:17
8. "Every Time We Live Together We Die a Bit More" (Callier) – 3:35
9. "Out of Sight" (Callier) – 3:55
10. "Pink Fluffy Dinosaurs" (Arnaert, Callier) – 3:50
11. "L'odeur Animale" (Callier) – 3:47

## Muzycy
- Geike Arnaert – wokal
- Raymond Geerts – gitara
- Alex Callier – klawisze, gitara basowa, programowanie